# William "B.J." Blazkowicz
William Joseph "B.J." Blazkowicz es el protagonista de la serie de videojuegos Wolfenstein, que comenzó con la publicación de Wolfenstein 3D en 1992. 
"B.J." Blazkowicz es un espía estadounidense de ascendencia polaca especializado en misiones de infiltración en territorio enemigo. Además de luchar contra el ejército de la Alemania nazi, con frecuencia debe luchar contra experimentos nazis que incluyen tecnología biomecánica y ocultismo.

## Descendientes de "B.J." Blazkowicz
El argumento de varios juegos de ID Software contiene pistas que relacionan a sus personajes con William Blazkowicz. Así, en Wolfenstein: The New Order, se narra la relación de William con Anya Oliwa, con la que mantiene relaciones sexuales. Fruto de la relación anterior nacería Arthur Blazkowicz, un personaje secundario de la saga de videojuegos Comander Keen que es el padre de Billie Blaze, un niño superdotado de 8 años protagonista de los mismos.
Por otra parte, en Wolfenstein RPG se narra la lucha de William contra un demonio que, al ser vencido, promete que volverá en el futuro para luchar contra uno de sus descendientes. Este demonio es uno de los enemigos que aparecen en la saga de videojuegos Doom, por lo que puede deducirse que el marine protagonista de los mismos (que no tiene nombre, aunque según las novelas de Doom hechas en 2005, señalan que su verdadero nombre es Flynn Taggart), es también descendiente de William Blazkowicz.
Según los creadores originales de DOOM, Tom Hall y John Romero, vía Twitter mencionaron que el protagonista de Doom si era descendiente directo de William, es el hijo de Arthur (Commander Keen), lo que especularon a decir que su nombre incluso podría ser también William Blazkowicz III.